# Lisette Elomo Ntonga
Lisette Elomo Ntonga est une femme politique et juriste du Cameroun, également connue pour ses contributions dans les domaines académique et administratif.

## Biographie

### Enfance et études
Lisette Elomo Ntonga, née à Yaoundé, est originaire de Soa, dans la division de Mefou-et-Afamba, région du Centre au Cameroun.
Elle commence ses études secondaires au Lycée Général Leclerc à Yaoundé, où elle obtient son baccalauréat en juin 1972. Elle poursuit ensuite ses études supérieures à l'Université de Yaoundé, obtenant une licence en droit en 1976. Sa passion pour le droit la mène à décrocher un doctorat de 3ᵉ cycle en droit privé, avec des recherches axées sur les aspects juridiques de la filiation dans le contexte camerounais.

### Carrière
Lisette Elomo Ntonga a occupé plusieurs postes importants dans le domaine académique. Elle a notamment été secrétaire générale des universités de Yaoundé I et Yaoundé II, où elle a contribué à l'organisation et à la gestion administrative des établissements. Elle a également été l'unique femme directrice de l'Institut des relations internationales du Cameroun, où elle a été nommée en 1993, et où elle a joué un rôle majeur dans l'élargissement des programmes de formation pour inclure des domaines tels que la finance internationale et la communication.
Sur la scène internationale, elle a été nommée directrice de cabinet du président du Parlement panafricain, basé à Midrand en Afrique du Sud. Son rôle a renforcé la gouvernance et la coordination au sein de l'institution panafricaine.
À l'issue des élections de 2020, elle siège au Conseil régional de la région du Centre,,. Elomo Ntonga veille au respect des règles du renouvellement des organes de base RDPC – Mefou et Afamba Sud.

## Publications
Elomo Ntonga a contribué à plusieurs publications académiques, notamment dans le domaine du droit et des sciences politiques. Ses travaux incluent des articles dans des revues spécialisées comme Juridis, où elle a exploré des questions juridiques et politiques.